# Georg Preuß
Georg Preuß (* 24. April 1920 in Danzig; † 3. Februar 1991 in Dalitz) war ein deutscher Hauptsturmführer der Waffen-SS und Ritterkreuzträger. Preuß wurde im Malmedy-Prozess als Kriegsverbrecher zum Tode verurteilt, später jedoch begnadigt.

## Leben
Der Sohn eines Oberzahlmeisters der Wehrmacht schloss die Oberrealschule mit dem Abitur ab. Als 13-Jähriger wurde Preuß Mitglied der Hitlerjugend. Schon zum 27. Oktober 1937 meldete er sich zur SS (SS-Nummer 400.116); ab 1. April 1939 gehörte er der Leibstandarte SS Adolf Hitler an. Er absolvierte einen Lehrgang an der SS-Junkerschule Braunschweig und nahm, zum 20. April 1941 zum SS-Untersturmführer befördert, am Russlandfeldzug teil. An der Ostfront wurde er mit dem Eisernen Kreuz 2. Klasse, dem Infanterie-Sturmabzeichen und der Medaille Winterschlacht im Osten 1941/42 ausgezeichnet. Von seinem Vorgesetzten Joachim Peiper wegen seines unbedingten Gehorsams geschätzt und protegiert, wurde Preuß Kompaniechef in der Leibstandarte. Unter Soldaten war Preuß unbeliebt; die hohen Verluste seiner Kompanie kommentierte er mit der Bemerkung, so blieben mehr Frauen für ihn übrig. Zum 20. April 1943 wurde er zum SS-Obersturmführer befördert.
Während der Stationierung der Leibstandarte in Norditalien war Preuß im September 1943 Kommandant des Polizeihaftlagers Borgo San Dalmazzo, in dem überwiegend Juden festgehalten wurden. Nach Angaben eines Häftlings waren die Haftbedingungen im Vergleich zu Konzentrationslagern „einigermaßen normal“; exzessives Prügeln sei die Ausnahme gewesen.
Im Dezember 1944 nahm Preuß mit Peipers Kampfgruppe an der Ardennenoffensive teil. Am 5. Februar 1945 wurde er auf Vorschlag Peipers mit dem Ritterkreuz des Eisernen Kreuzes ausgezeichnet. Peipers Begründung zufolge hatte sich Preuß bei der Offensive „auf das Höchste bewährt“, wobei er einen amerikanischen Sicherungsposten im Nahkampf getötet habe.
Nach Kriegsende wurde Preuß am 15. Juli 1946 im Malmedy-Prozess vor einem amerikanischen Militärgericht zum Tode verurteilt. Preuß hatte im Umfeld des Malmedy-Massakers einem Untergebenen die Erschießung eines abgeschossenen amerikanischen Piloten befohlen. Anschließend raubte Preuß dem Ermordeten den Ehering und die Fliegerhose – ein Sachverhalt, der von Peiper vor Gericht bestätigt wurde. Der Generalgouverneur der Amerikanischen Besatzungszone Lucius D. Clay wandelte das Todesurteil am 17. März 1949 in eine lebenslange Haftstrafe um. Am 30. November 1956 wurde Preuß als drittletzter der Angeklagten im Malmedy-Prozess aus dem Kriegsverbrechergefängnis Landsberg entlassen.
Nach seiner Entlassung bewarb sich Preuß bei der Bundeswehr; er wurde jedoch vom Personalgutachterausschuss abgelehnt. Zuletzt arbeitete er als Ingenieur in Hamburg. Preuß, der Mitglied der Ordensgemeinschaft der Ritterkreuzträger war, hatte während seiner Haft im September 1948 geheiratet.
Der Militärhistoriker Jens Westemeier stuft die Verleihung des Ritterkreuzes an Preuß als „schlechte[n] Witz“ und Fall von „Ordenskameraderie“ ein. Preuß habe während der Ardennenoffensive mehrfach die Orientierung verloren, sei in Hinterhalte geraten, habe die Hälfte seiner Kompanie verloren und sich keineswegs mit selbständigen Entschlüssen hervorgetan, wie es die Vorschriften zur Verleihung des Ritterkreuzes voraussetzten. Bei den angeblichen Leistungen im Nahkampf handele es sich um den Raubmord an dem abgeschossenen Piloten, so Westemeier.